# Can I Play with Madness
„Can I Play With Madness“ е шестнадесетият сингъл на британската хевиметъл група Айрън Мейдън. Издаден е през 1988 г. и е първият от „Seventh Son of a Seventh Son“. Първоначално името на песента е „By the wings of eagle“, но е променено.
Песента разказва за млад мъж, който иска да научи бъдещето от стар пророк с магическа сфера. Мъжът мисли, че полудява и търси предсказателя, за да му помогне да се справи с виденията и кошмарите си. Въпреки това, той пренебрегва съветите на магьосника и напрежението между тях расте.
Има и алтернативно тълкуване на текста, според което младият мъж отива при пророка, търсейки отговор на свръхестественото. Пророкът поглежда в магическата си сфера, но в нея мъжът не вижда нищо („... there's no vision there at all!“). Тогава магьосникът започва да се смее, понеже мъжът е прекалено сляп, за да види виденията („too blind to see“). Но по-важно е, че той е прекалено сляп да види какво наистина става – той е измамен и там няма нищо.
Китарното соло е изпълнявано от Ейдриън Смит. Видеото към песента е една от последните изяви на Греъм Чапман.

## Състав
- Брус Дикинсън – вокал
- Дейв Мъри – китара
- Ейдриън Смит – китара, бекв вокали
- Стив Харис – бас, беквокали
- Нико Макбрейн – барабани

|  | Тази страница частично или изцяло представлява превод на страницата Can I Play with Madness в Уикипедия на английски. Оригиналният текст, както и този превод, са защитени от Лиценза „Криейтив Комънс – Признание – Споделяне на споделеното“, а за съдържание, създадено преди юни 2009 година – от Лиценза за свободна документация на ГНУ. Прегледайте историята на редакциите на оригиналната страница, както и на преводната страница, за да видите списъка на съавторите. ВАЖНО: Този шаблон се отнася единствено до авторските права върху съдържанието на статията. Добавянето му не отменя изискването да се посочват конкретни източници на твърденията, които да бъдат благонадеждни. |